# مقياس التعكر

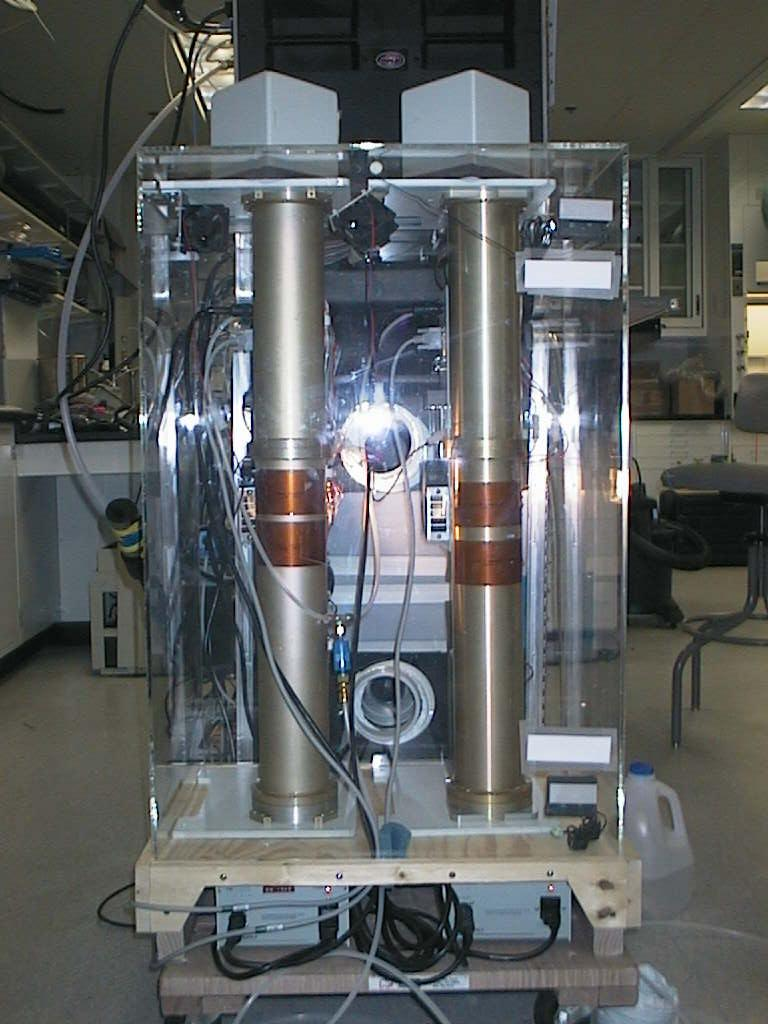
مقياس تعكّر في منشأة الإدارة الوطنية للمحيطات والغلاف الجوي في كوسان، جزيرة جيجو، كوريا الجنوبية.

مقياس التعكّر أو مقياس جسيمات الهباء (بالإنجليزية: nephelometer or aerosol photometer) هو جهاز يستخدم لقياس تركيز الجسيمات المعلّقة في وسط سائل أو غازي غرواني.

## نبذة
يعتمد مقياس التعكر على تسليط حزمة ضوئية وعلى مستشعر ضوئي موضوع بزاوية جانبية غالبًا 90 درجة بالنسبة للحزمة. تُحدد كثافة الجسيمات من خلال كمية الضوء المنعكس نحو الكاشف من هذه الجسيمات، وتتأثر كمية الانعكاس بخصائص الجسيمات مثل الشكل واللون ودرجة الإنعكاس. يُعاير الجهاز باستخدام جسيمات معروفة، ثم تُطبق عوامل تصحيح بيئية تسمى معاملات كي، لتعويض اختلاف ألوان الغبار الفاتحة أو الداكنة. يقوم المستخدم بتحديد معامل كي بتشغيل الجهاز بالقرب من مضخة أخذ عينات الهواء ومقارنة القراءات بينهما. تتوفر أنواع متعددة من مقاييس التعكّر ذات الدقة العالية إلى جانب نسخ مفتوحة المصدر في الأسواق.